# Vacherauville
Vacherauville ist eine französische Gemeinde mit 191 Einwohnern (Stand: 1. Januar 2022) im Département Meuse in der Region Grand Est (vor 2016: Lothringen). Die Gemeinde gehört zum Arrondissement Verdun und zum Kanton Belleville-sur-Meuse.

## Geographie
Vacherauville liegt etwa sieben Kilometer nordnordwestlich von Verdun am Canal de la Meuse und an der Maas (frz. Meuse). Umgeben wird Vacherauville mit den Nachbargemeinden Champneuville im Westen und Norden, Louvemont-Côte-du-Poivre im Nordosten und Osten, Bras-sur-Meuse im Südosten und Süden, Charny-sur-Meuse im Süden sowie Marre im Südwesten.

## Bevölkerungsentwicklung
| Jahr                       | 1962 | 1968 | 1975 | 1982 | 1990 | 1999 | 2006 | 2019 |
| Einwohner                  | 161  | 133  | 117  | 138  | 144  | 119  | 111  | 189  |
| Quellen: Cassini und INSEE |      |      |      |      |      |      |      |      |

## Sehenswürdigkeiten
- Kirche Saint-Martin, ursprünglich aus dem 16. Jahrhundert, 1930 wieder errichtet

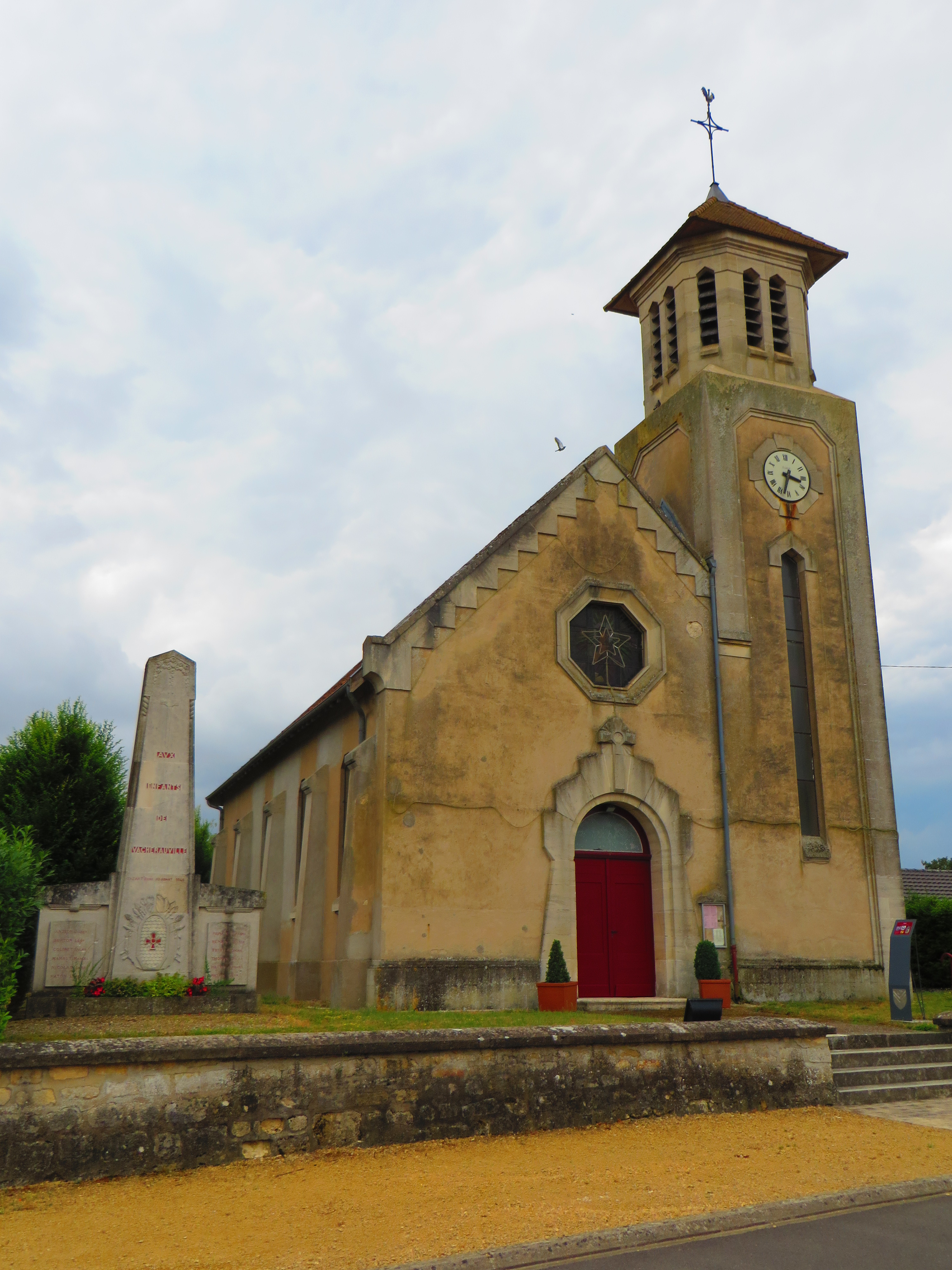
Kirche Saint-Martin

- Brücke über die Maas